# Пост, Уайли
Уайли Гардеман Пост (англ. Wiley Hardeman Post; 1898—1935) — американский летчик.

## Биография
Родился 22 ноября 1898 года в округе Ван-Зандт, штат Техас, США в семье шотландца-фермера и индианки.
Работал горняком, потерял левый глаз, принимая участие в выступлениях воздушного цирка в качестве парашютиста. Летчик с 1924 года, был личным пилотом у миллионера, испытателем самолётов «Локхид».
В 1930 году на одномоторном самолёте Lockheed Vega, названном «Уинни Мэй» в честь дочери, Пост выиграл Национальное воздушное дерби — воздушные соревнования Лос-Анджелес — Чикаго.
В 1931 году Пост вместе со штурманом Гарольдом Гатти совершил кругосветный перелёт по маршруту Нью-Йорк — Берлин — Москва — Иркутск — Хабаровск — Ном — Кливленд — Нью-Йорк за рекордное время 8 дней, 15 часов и 51 минуту. За это он вместе с Гарольдом Гатти был награждён Крестом лётных заслуг.
В июле 1933 года в одиночку совершил кругосветный перелёт Нью-Йорк — Берлин — Москва — Аляска — Нью-Йорк за 7 суток 18 часов 49 минут. За этот перелет ему была вручена  Золотая авиационная медаль ФАИ. В 1934 году разработал специальный костюм для полетов на высоте 9100 м.
Погиб в авиакатастрофе 15 августа 1935 года на пути из Фербенкса в Пойнт Бэрроу, штат Аляска, США. Он намеревался совершить перелёт на гидросамолете «Локхид» с мотором «Pratt & Whitney Wasp» мощностью 550 лошадиных сил по маршруту Аляска — Уэллен — Нагаево — Якутск — Иркутск — Красноярск — Свердловск — Москва с одной посадкой в Якутске, однако из-за плохой погоды пилот Пост сбился с курса. Он смог совершить приводнение в одном из пунктов, чтобы узнать своё местоположение, однако при взлете мотор отказал и самолёт упал в воду. Пост и сопровождавший его известный писатель-юморист Уилл Роджерс погибли.

## Память
- Именем Поста назван аэропорт Барроу.
- В ряде стран выпущены почтовые марки, посвященные авиатору.